# Eric Camerota
Eric Camerota (* 9. Januar 1985 in Salt Lake City) ist ein ehemaliger US-amerikanischer Nordischer Kombinierer.
Camerota gab sein internationales Debüt 2002 im B-Weltcup der Nordischen Kombination. Bei der Junioren-Weltmeisterschaft 2003 in Sollefteå erreichte er im Gundersen den 41. Platz und mit dem Team den siebenten Platz. Ein Jahr später bei der Junioren-Weltmeisterschaft 2004 in Stryn gelang ihm im Sprint ein neunter Platz, im Gundersen ein fünfter Platz. Im Teamwettbewerb erreichte er gemeinsam mit der Mannschaft den 10. Platz. Am 30. Dezember 2004 gab er sein Debüt im Weltcup der Nordischen Kombination. Bereits in seinem ersten Weltcup erreichte er mit dem 30. Platz den Gewinn eines Weltcup-Punktes. Nach der Nordischen Skiweltmeisterschaft 2005 in Oberstdorf musste er mit hinteren Platzierungen abreisen und konnte auch kurz darauf bei der Junioren-Weltmeisterschaft in Rovaniemi keine vorderen Platzierungen erreichen. Erst zur Saison 2006/07 gelang ihm der Durchbruch. Zuvor hatte er bei den Olympischen Winterspielen 2006 in Turin im Sprint den 39. Platz erreicht. Die Saison 2006/07 beendete er nach mehreren Punktgewinnen auf dem 49. Platz der Sprintweltcup-Gesamtwertung. Im Gesamtweltcup gelang ihm ein Jahr später mit dem 39. Platz sein bislang bestes Saisonergebnis. Ab 2009 startete er auf Grund fehlender guter Ergebnisse neben dem Weltcup auch im Continentalcup. Dort erreichte er bislang mehrere Platzierungen unter den besten zehn. Im Dezember 2009 startete er zum vorerst letzten Mal auf internationaler Ebene. 2011 erklärte Camerota ebenso wie sein Zwillingsbruder Brett seinen Rücktritt.

## Privates
Eric Camerota ist der Zwillingsbruder von Brett Camerota, der ebenfalls nordischer Kombinierer war.